# 太陽のシズク
太陽のシズク（たいようのしずく）はHAPPY DRUG STOREの2ndアルバムであり、形態上はミニアルバムである。
2005年5月25日リリース。収録曲の多くはkanaderu.jpおよびsound Stock.netで先行配信されていた楽曲やライブで既におなじみとなっていた未CD化楽曲である。

## 内容
リーダー清水死後にリリースされた作品。ほぼ全ての楽曲のリードボーカルをコバヤシヒロシが担当している。全ての楽曲は清水の生前作曲した遺作でそれにヒロシが歌詞を加筆修正したものが中心となっている。収録曲のうち「スミレ」のみバンド時代メンバーでRECされている。「君の味方」は清水の自宅でレコーディングされたデモバージョンをそのまま修正せずに収録している。歌詞カードはどこかしらに清水に対する敬意を払って製作されている為、随所に水のマーク（ソロのThe Water Of Lifeにあやかって）が見られることも特徴。また、歌詞カードの裏ジャケにあたる部分には清水とヒロシが屋外でギターセッションしている笑顔の写真が使用されている。このアルバムの発売時に活動休止を表明、その後限定DVD「HAPPY DRUG STORE」をリリースして活動を無期限休止とした。

## 収録曲
1. 冬の桜 
 HAPPY DRUG STOREに珍しい冬の楽曲。今回の収録に当たって、オリジナルから歌詞が一部変更されている。限定DVD「HAPPY DRUG STORE」にはPVが収録。soundstockで先行配信されていた。さくらミュージックエンタテインメントから発売された「さくらオルゴール」というアルバムには他の有名な桜ソングと共にオルゴールバージョンが収録されている。
2. 午前の君 
 こちらもHAPPY DRUG STOREに珍しい不倫の楽曲。生前清水が遺した歌詞にヒロシが加筆修正している。こちらもDVDにPVを収録。
3. らったった 
 ライブでは幾度と無く披露されていた楽曲でCD化の要望も高かった。深い楽曲が多い今作では唯一歌詞の明るい曲。
4. スミレ 
 清水死後にバンド形式で録音された唯一の楽曲。アルバム発売数ヶ月前からsoundstockで有料配信されていた。
5. シャワー 
 生前清水が愛するわが子に贈る歌として製作。公式BBSではHDSバージョンのCD化の要望が高い楽曲であった。後に由佳がカヴァーし由佳バージョンがカラオケ配信されると同時にDAMに登録された。
6. BE 
soundstockで先行配信されていた楽曲。ライブでもあまり披露することがない曲だが、清水の遺作ということでRECされCD化された。
7. 君の味方 (初回限定Bonus Track) 
 本作で唯一清水の声が入った楽曲。初回限定盤のみに収録。リードボーカルはヒロシに変更されている。kanaderu.jpで無料配信され、この楽曲にちなんだライブも開催。その際には男女声のオリジナルカラオケも製作された。

- 作詞:ヒロシ(#1〜3) シミ→ズ(#1,2,4,5,7)
- 作曲:シミ→ズ(#1〜7)